# Erstarren
Erstarren, Gefrieren oder Kristallisieren bezeichnet in der Physik den Phasenübergang eines Stoffes vom flüssigen in den festen Aggregatzustand. In allen Fällen erfolgt dies durch Energieabfuhr an das umgebende System. Der Umkehrprozess des Erstarrens ist das Schmelzen. Die Erstarrung erfolgt im Erstarrungsintervall.
Bei Reinstoffen und konstantem Druck erfolgt das Erstarren immer bei einer bestimmten Temperatur, die Gefrierpunkt genannt wird (Erstarrungslinie). Er entspricht bei reinen Stoffen exakt dem Schmelzpunkt. Obwohl der Stoff beim Erstarren Wärme abgibt (Kristallisationsenthalpie), bleibt die Temperatur während des Übergangs von flüssig nach fest konstant (Isotherme Zustandsänderung). Beim Erstarren kommt es bei vielen Stoffen zur Kristallisation, bei der die brownsche Bewegung der Moleküle reduziert wird. Die Moleküle weisen daher im erstarrten Zustand eine geringere Energie auf als im flüssigen, was gleichbedeutend ist mit einer Energieabgabe.
Wasser und wässrige Lösungen gefrieren, wenn sie in den festen Aggregatzustand übergehen. Gefrieren wird umgangssprachlich auch die Haltbarmachung von Lebensmitteln durch Tiefkühlen genannt. Bei Legierungen und Glasen beginnt das Erstarren bei der Liquidustemperatur und ist bei der Solidustemperatur abgeschlossen.

## Allgemeines

Phasendiagramm eines „gewöhnlichen“ Stoffes und des Wassers

Flüssigkeiten können sich wegen verschiedener Gründe und auf verschiedene Weisen in Festkörper umwandeln. Besonders häufig kann die Erstarrung bei konstantem Druck durch Abkühlen beobachtet werden. Wenn es sich um einen Reinstoff handelt, dann beginnt die Flüssigkeit beim Erreichen der Erstarrungstemperatur zu erstarren und kühlt erst weiter ab, wenn die Erstarrung abgeschlossen ist. Die Erstarrungstemperatur ist fast immer identisch mit der Schmelztemperatur. Auch eine Änderung des Drucks bei konstanter Temperatur kann zum Erstarren führen. Bei den meisten Stoffen ist dazu eine Druckerhöhung nötig, während bei Wasser und einigen anderen Stoffen eine Druckverminderung auch zum Erstarren führen kann (siehe dazu auch Anomalie des Wassers). Auch das Sieden und Kondensieren können durch Druckänderung verursacht werden, beim Erstarren sind aber deutlich größere Druckänderungen nötig. Den Zusammenhang zwischen Temperatur und Druck kann Phasendiagrammen entnommen werden. Dort ist auch erkennbar, dass die Erstarrungslinie, die im Diagramm den Flüssigkeitsbereich vom Festkörperbereich trennt, steiler verläuft, als die Kondensationslinie zwischen flüssig und gasförmig.
Bei vielen Gemischen (und damit auch Legierungen) gibt es einen Temperaturbereich, das Erstarrungsintervall, in dem der Stoff sowohl fest als auch flüssig vorliegt. Die Erstarrung beginnt bei der Liquidustemperatur und endet bei der Solidustemperatur. Beide hängen vom Mischungsverhältnis ab, beziehungsweise vom Anteil der Legierungselemente und können ebenfalls Phasendiagrammen entnommen werden.
Auch durch chemische Reaktionen kann es zur Erstarrung kommen. Das ist der Fall, wenn sich beispielsweise bei Raumtemperatur eine Flüssigkeit in einen Stoff umwandelt die mit einer Erstarrungstemperatur die über der Raumtemperatur liegt. Das Phänomen tritt auch in der Metallurgie auf: Flüssige Metalle reagieren dabei mit Sauerstoff und bilden Oxide. Flüssiges Aluminium erstarrt beispielsweise bei 660 °C, während Aluminiumoxid bei über 2000 °C noch fest ist.
Beim Erstarren wird Energie frei, die Kristallisationsenthalpie. Die gleiche Energiemenge wird benötigt, um den Stoff wieder zu schmelzen (Schmelzenthalpie).

## Eigenschaftsänderungen
Beim Erstarren ändern sich zahlreiche physikalische Eigenschaften sprunghaft. Nahezu alle physikalischen Eigenschaften verändern sich mit der Temperatur eines Körpers. Solange der Körper seinen Aggregatszustand nicht ändert, ändern sich diese Eigenschaften aber meistens nicht sprunghaft, sondern kontinuierlich und sehr langsam. Besondere Bedeutung haben Veränderungen von Volumen, Dichte und Löslichkeit.

### Volumen und Dichte
Die meisten Stoffe verringern ihr Volumen beim Erstarren und erhöhen wegen der konstanten Masse somit ihre Dichte (Masse pro Volumen). Das Phänomen wird als Erstarrungsschwindung bezeichnet. Wasser dagegen dehnt sich beim Erstarren aus. Deshalb schwimmt Eis auf flüssigem Wasser, während die meisten anderen Stoffe in der Schmelze untergehen. Die Ausdehnung beim Gefrieren von Wasser kann dazu führen, dass mit Wasser gefüllte Glasflaschen platzen. Im Winter sickert Wasser in kleine Risse im Straßenbelag und Gestein, dehnt sich aus und vergrößert somit diese Risse, was als Frostsprengung bezeichnet wird. Die Wärmeausdehnung dagegen hängt mit der Temperatur zusammen und nicht mit dem Aggregatszustand.
In der Gießerei kann es durch die Erstarrungsschwindung zur Beschädigung der Gussstücke kommen. Vor allem bei kompliziert geformten Werkstücken, ist die Verkleinerung des Gussstückes durch die Form blockiert, was zu Rissen führen kann. Diese werden als Heißriss bezeichnet und können auch beim Schweißen vorkommen. Um die Schwindung möglichst gering zu halten, wird bei Gusslegierungen häufig Silicium zulegiert, da es sich beim Erstarren ausdehnt und somit die Schwindung teilweise ausgleichen kann.

### Löslichkeit

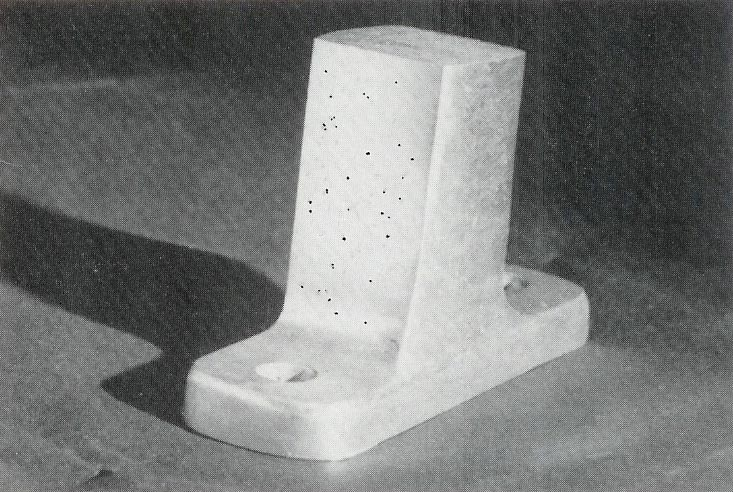
Aluminium-Gussstück mit Poren

Die Löslichkeit ändert sich auch stark bei der Erstarrung. Allgemein kann ein Stoff beim Abkühlen immer weniger eines anderen Stoffes lösen. Beim Erstarren fällt die Löslichkeit aber stark ab. Falls Verunreinigungen in einem Stoff gelöst sind, können sie mittels Umkristallisation oder dem Elektroschlacke-Umschmelzverfahren entfernt werden, da die Verunreinigungen vor allem im noch nicht erstarrten Bereich verbleiben. In der Gießerei sind in der Schmelze häufig auch Gase gelöst. Wenn die Schmelze schnell abkühlt, haben diese Gase nicht genügend Zeit um aus der Schmelze zu entweichen und verbleiben dann im Gussstück, wo sie Blasen und Poren bilden, was die Festigkeit der Gussstücke mindert. Wenn diese Gussstücke anschließend geschweißt werden, dehnen sich die Gase in den Poren stark aus und können so das Werkstück beschädigen.

## Unterkühlung
Beim Erstarren, gefrieren reine Flüssigkeiten (bestehend nur aus einer Substanz ohne Verunreinigungen) oft erst bei Temperaturen deutlich unterhalb ihres Schmelzpunkts. Dies liegt daran, dass die homogene Keimbildung, bei der ein stabiler Kristallisationskeim durch die Schaffung einer neuen Grenzfläche entsteht, eine hohe Aktivierungsenergie erfordert. Ohne ausreichend große Kerne bleibt die Flüssigkeit metastabil und gefriert erst bei niedrigeren Temperaturen. Bei Vorhandensein von Unregelmäßigkeiten, Fremdsubstanzen oder bereits existierenden Kristallen (heterogene Keimbildung) wird der erforderliche Energieaufwand reduziert, sodass der Gefrierpunkt näher am Schmelzpunkt liegt. Ein Beispiel ist Wasser, das ohne Keimbildner bis zu −40 °C und unter hohem Druck sogar bis zu −70 °C unterkühlt werden kann. Dieser Zustand, auch als unterkühlte Schmelze oder Ostwald-Miers-Bereich bezeichnet, wird beispielsweise in Handwärmern zur Energiespeicherung genutzt. Solche Unterkühlungen treten bei Phasenübergängen erster Ordnung auf, bei denen die Überwindung einer energetischen Barriere für die Bildung eines neuen Aggregatzustandes erforderlich ist.

## Vorkommen in der Natur und Anwendungen
Bekannt ist vor allem das Gefrieren von Wasser zu Eis. In der Natur kommt es im Winter vor, beim Einfrieren von Seen und anderen Gewässern sowie beim Entstehen von Schnee und Hagel. Ansonsten wird im Haushalt gelegentlich Wasser gefroren, so zur Herstellung von Wassereis (beispielsweise aus Fruchtsäften) und Eiswürfeln, sowie beim Haltbarmachen von Lebensmitteln, dem Tiefkühlen. Nach dem Erhitzen können geschmolzene Butter und andere Fette wieder erstarren.
Große technische Bedeutung hat das Erstarren beim Schweißen, Löten und Gießen. Der genaue Erstarrungsvorgang hat großen Einfluss auf Härte und Festigkeit der Gussstücke und Schweißverbindungen, weshalb das Erstarren von Metallen besonders gut erforscht ist.
Das Erstarren wird auch genutzt um den Reinheitsgrad von chemischen Stoffen zu erhöhen. In der Chemie wird die Umkristallisation genutzt und in der Metallurgie das Elektroschlacke-Umschmelzverfahren. Beide basieren unter anderem darauf, dass beim Erstarren die Verunreinigungen bevorzugt in der Flüssigkeit (Schmelze) bleiben.
Beim Erstarren von Beton und Zement wird Wasser in die jeweiligen Baustoffe aufgenommen, wodurch aus dem breiigen Ausgangsstoff ein Festkörper wird.
Erstarrungsgestein sind Gesteinsarten die bei der Erstarrung von Lava oder Magma entstehen.

## Metallurgie
Legierungen haben in der Regel nicht eine feste Temperatur, bei der eine Phasenumwandlung von flüssig nach fest geschieht, sondern einen Erstarrungsbereich zwischen Solidus und Liquidus.